# Arch Rivals
Arch Rivals è un videogioco arcade del 1989 sviluppato da Midway Games. Convertito per Sega Mega Drive, Game Gear e Nintendo Entertainment System, il gioco è stato inserito in varie raccolte tra cui Midway Arcade Origins per PlayStation 3 e Xbox 360.